# Gran Premi d'Austràlia del 1998
Resultats del Gran Premi d'Austràlia de Fórmula 1 de la temporada 1998 disputat al circuit de Melbourne el 8 de març del 1998.

## Resultats
| Pos | No | Pilot                 | Equip                  | Voltes | Temps/ Retirada   | Pos. de sortida | Punts |
| --- | -- | --------------------- | ---------------------- | ------ | ----------------- | --------------- | ----- |
| 1   | 8  | Mika Häkkinen         | McLaren - Mercedes     | 58     | 1h 31' 46. 0      | 1               | 10    |
| 2   | 7  | David Coulthard       | McLaren - Mercedes     | 58     | + 0.702 s         | 2               | 6     |
| 3   | 2  | Heinz-Harald Frentzen | Williams - Mecachrome  | 57     | + 1 Volta         | 6               | 4     |
| 4   | 4  | Eddie Irvine          | Ferrari                | 57     | + 1 Volta         | 8               | 3     |
| 5   | 1  | Jacques Villeneuve    | Williams - Mecachrome  | 57     | + 1 Volta         | 4               | 2     |
| 6   | 15 | Johnny Herbert        | Sauber - Petronas      | 57     | + 1 Volta         | 5               | 1     |
| 7   | 6  | Alexander Wurz        | Benetton - Playlife    | 57     | + 1 Volta         | 11              |       |
| 8   | 9  | Damon Hill            | Jordan - Mugen - Honda | 57     | + 1 Volta         | 10              |       |
| 9   | 11 | Olivier Panis         | Prost - Peugeot        | 57     | + 1 Volta         | 21              |       |
| Ret | 5  | Giancarlo Fisichella  | Benetton - Playlife    | 43     | Trencament aleró  | 7               |       |
| Ret | 14 | Jean Alesi            | Sauber - Petronas      | 41     | Motor             | 41              |       |
| Ret | 12 | Jarno Trulli          | Prost - Peugeot        | 26     | Caixa canvi       | 11              |       |
| Ret | 20 | Ricardo Rosset        | Tyrrell-Ford           | 25     | Caixa canvi       | 19              |       |
| Ret | 17 | Mika Salo             | Arrows                 | 23     | Caixa canvi       | 16              |       |
| Ret | 23 | Esteban Tuero         | Minardi - Ford         | 22     | Motor             | 17              |       |
| Ret | 22 | Shinji Nakano         | Minardi - Ford         | 8      | Sobre escalfament | 22              |       |
| Ret | 3  | Michael Schumacher    | Ferrari                | 5      | Motor             | 3               |       |
| Ret | 16 | Pedro Diniz           | Arrows                 | 2      | Caixa canvi       | 20              |       |
| Ret | 10 | Ralf Schumacher       | Jordan - Mugen - Honda | 1      | Col·lisió         | 9               |       |
| Ret | 19 | Jan Magnussen         | Stewart - Ford         | 1      | Col·lisió         | 18              |       |
| Ret | 21 | Toranosuke Takagi     | Tyrrell - Ford         | 1      | Virolla           | 13              |       |
| Ret | 18 | Rubens Barrichello    | Stewart - Ford         | 0      | Caixa canvi       | 14              |       |

## Altres
- Pole:  Mika Häkkinen 1' 30. 010s

- Volta ràpida:  Mika Häkkinen 1' 31. 649 (a la volta 39)

- Primera victòria per Bridgestone a la Fórmula 1